# فيران بل
فيران بل هو أستاذ جامعي واقتصادي وسياسي إسباني، ولد في 1 يونيو 1965 في طرطوشة في إسبانيا. نشط حزبياً في حزب التقارب الديمقراطي في كتالونيا (1995 – 1995) (2016 – 2016).

## مناصب
- في انتخابات مجلس النواب الإسباني في نوفمبر 2019 ‏، انتخب عضو مجلس النواب الإسباني  [لغات أخرى]‏ عن دائرة Tarragona (Congress of Deputies constituency) [الإنجليزية]‏ لترشحه ضمن قائمة Junts per Catalunya-Junts ‏، وقد انضم خلال فترته النيابية [الإنجليزية]‏ (3 ديسمبر 2019 – ) للكتلة البرلمانية Grupo Parlamentario Plural ‏.
- انتخب president of Comarcal Council of Baix Ebre ‏ (2003 – 2007).
- انتخب عمدة طرطوشة ‏ (16 يونيو 2007 – 8 فبراير 2018).
- انتخب city councillor of Tortosa ‏ (14 يونيو 2003 – 8 فبراير 2018).
- في Elections to the Senate of Spain in 2011 ‏، انتخب عضو مجلس الشيوخ الإسباني  [لغات أخرى]‏ عن دائرة Tarragona (Senate constituency) [الإنجليزية]‏ خلال فترته النيابية  [لغات أخرى]‏ (20 نوفمبر 2011 – 12 يناير 2016).
- في Elections to the Congreso de los Diputados in 2016  [لغات أخرى]‏، انتخب عضو مجلس النواب الإسباني  [لغات أخرى]‏ عن دائرة Tarragona (Congress of Deputies constituency) [الإنجليزية]‏ وقد انضم خلال فترته النيابية  [لغات أخرى]‏ (14 يوليو 2016 – 5 مارس 2019) للكتلة البرلمانية Mixed Parliamentary Group  [لغات أخرى]‏.
- في Elections to the Congreso de los Diputados in 2015 ‏، انتخب عضو مجلس النواب الإسباني  [لغات أخرى]‏ عن دائرة Tarragona (Congress of Deputies constituency) [الإنجليزية]‏ وقد انضم خلال فترته النيابية  [لغات أخرى]‏ (8 يناير 2016 – 3 مايو 2016) للكتلة البرلمانية .